# Gare de Göschenen
La gare de Göschenen est la gare de la commune de Göschenen, dans le canton d'Uri.
Elle est située sur la ligne du Gothard mais est également le point de départ de la ligne à voie métrique de la Schölenenbahn. Elle est desservie par les trains des CFF et de la MGB.

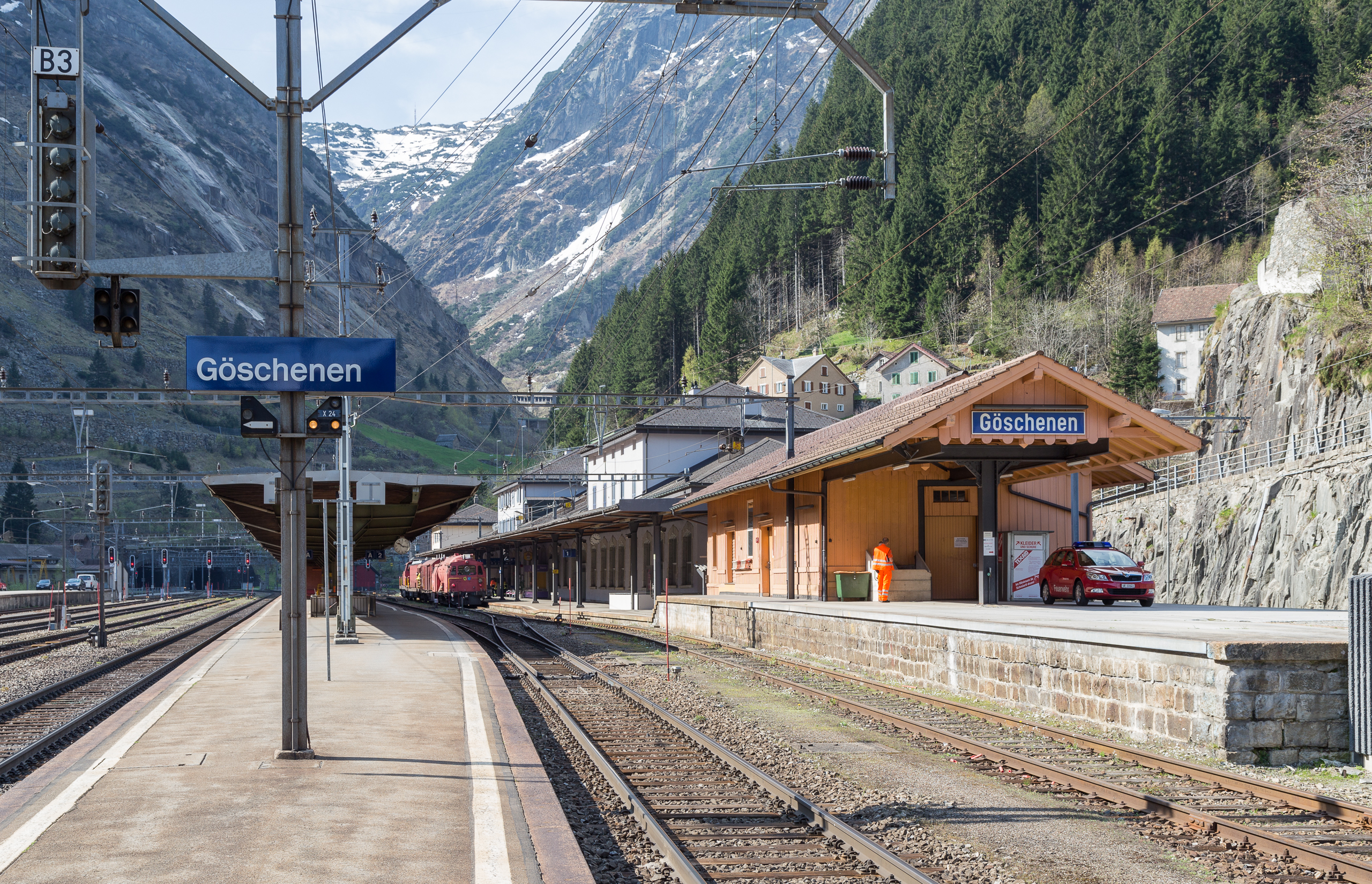
Gare de Göschenen, côté CFF

Pont ferroviaire sur le Göschenerreuss, vers 1889.

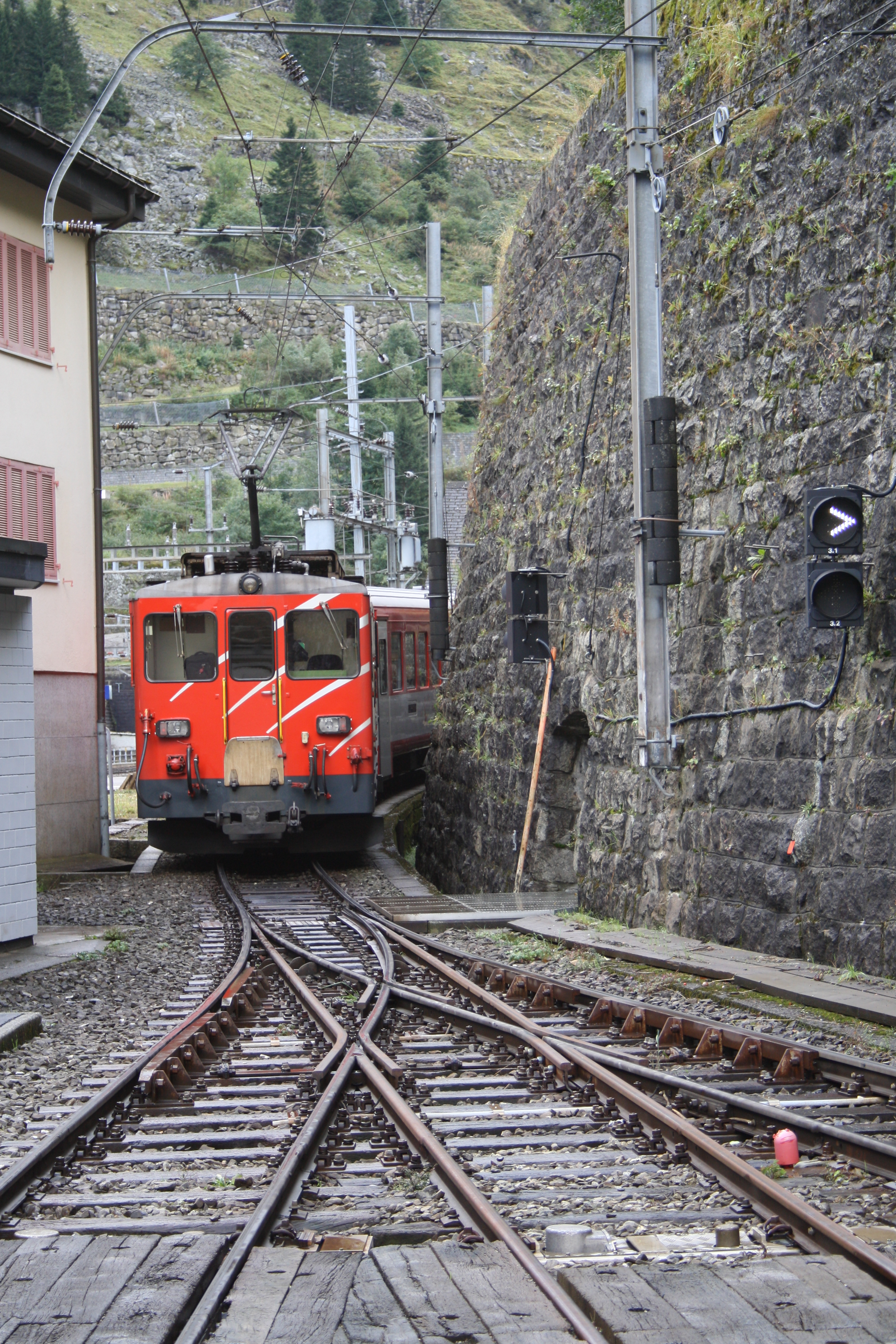
Train à voie étroite sortant de la gare de Göschenen, poussé par un fourgon automoteur Deh 4/4 95, Au premier plan le seul double aiguillage symétrique de Suisse

## Situation ferroviaire

### Gare CFF
Les installations comprennent trois voies pour passagers côté CFF (un quai latéral, voie 1 et un quai central, voies 2 & 3). Depuis l'ouverture du tunnel de base du Gothard, les trains RegioExpress s'arrêtent sur la voie 1 dans les deux sens. Le quai central n'est utilisé que pour la traversée sans arrêt et pour l'arrêt des trains InterRegio du week-end. En outre, il existe plusieurs voies de marchandises, dont certaines étaient utilisées pour le service train-auto dans le tunnel du Saint-Gothard, jusqu'à l'ouverture du tunnel routier du Gothard en 1980. La rampe de chargement et la voie d'accès, qui a sa propre entrée dans le tunnel, sont toujours intactes. L'ancien buffet a été remplacé par un kiosque de vente à emporter.

### Gare MGB
La gare MGB dispose également de trois voies, numérotées 11, 12 & 13. La voie 13 mène au dépôt et, avec la voie 12 peu utilisée, forme une plate-forme centrale qui ne peut être atteinte qu'en traversant les voies. L'essentiel du trafic se fait depuis le quai 11, situé à l'arrière du bâtiment de la gare CFF et offre ainsi une liaison de plain-pied avec le quai 1.

## Historique
La gare a été construite en 1882 dans le cadre de l'ouverture du tunnel ferroviaire du Gothard, juste avant son portail Nord . Elle est devenue gare de correspondance lorsque la Schöllenenbahn a établi la connexion avec Andermatt en 1917 . Cette station de sports d'hiver était désormais reliée au trafic ferroviaire international en changeant de train à Göschenen, ce qui signifiait que certains trains express internationaux s'y arrêtaient.
Avec l'ouverture du tunnel routier du Gothard, le service train-auto devenu obsolète a été supprimé le 5 septembre 1980. Néanmoins les installations sont toujours là quarante ans après.
Avec l'ouverture du tunnel de base du Gothard, l'importance de la gare diminue à nouveau. Entre décembre 2016 et fin 2020, seuls les trains RegioExpress s'arrêtaient entre Erstfeld et Bellinzone, Lugano ou Milano Centrale. En décembre 2020, les trains InterRegio ont de nouveau été prolongés au-delà d'Erstfeld jusqu'à Locarno et désormais exploités par la Südostbahn. Cela signifie qu'il y a à nouveau des liaisons directes toutes les heures vers Bâle, Zurich et le Tessin.

## Service des voyageurs

### Desserte

#### CFF
Avec l'ouverture du tunnel de base du Saint-Gothard, les trains directs InterRegio Bâle SBB / Zurich HB - Locarno avaient été interrompus et remplacés par des liaisons horaires RegioExpress Erstfeld - Bellinzone avec correspondance obligatoire. Depuis décembre 2020, les trains Interregio Basel SBB / Zurich HB - Locarno, exploités par la Südostbahn (SOB) et connus sous le nom de Treno Gottardo, fonctionnent à nouveau.
Avec l'arrêt de l'exploitation régionale CFF sur la ligne du Gothard, ce trafic avait été transféré sur la route entre Flüelen et Airolo en 1991. Depuis 1998, les trains régionaux (aujourd'hui S2 de la Stadtbahn Zoug ) rejoignent à nouveau Erstfeld.
- IR 26 Bâle CFF - Lucerne - Locarno
- IR 46 Zürich HB - Zoug - Locarno
- RE Flüelen - Bellinzone (- Lugano)

#### MGB
Le Matterhorn-Gotthard-Bahn (MGB) propose deux trains par heure pour Andermatt, qui assurent les correspondances avec les trains interrégionaux et avec le bus pour Flüelen.
- R Göschenen – Andermatt